# Oxygène 3
Oxygène 3 is een album uit 2016 van Jean-Michel Jarre, zijn zestiende reguliere studioalbum. Het album werd uitgebracht naar aanleiding van de veertigste verjaardag van het eerste Oxygène album.
Jarre componeerde zijn album tijdens de opnames van de Electronia albums. Met de gedachte om zijn 40-jarige Oxygène jubileum te vieren, besloot hij nog een hoofdstuk op te nemen met zijn originele vertrouwelijke elektronische muziekinstrumenten en effecten, maar ook met behulp van nieuwe technologie. De albumhoes is wederom voorzien van een ontwerp van Michel Granger, de kunstenaar van onder meer zijn originele Oxygène album. Het album werd in de Nederlandse media omschreven als elektronische en nostalgische feelgoodmuziek.

## Tracklist
1. "Oxygène Part 14" - 5:28
2. "Oxygène Part 15" - 6:40
3. "Oxygène Part 16" - 6:50
4. "Oxygène Part 17" - 4:20
5. "Oxygène Part 18" - 2:48
6. "Oxygène Part 19" - 5:45
7. "Oxygène Part 20" - 7:58

## Instrumentenlijst
- Ableton Live
- Access Virus
- Analog Keys
- Animoog
- ARP 2500
- ARP 2600
- Digisequencer
- Cognosphere
- Dune
- Electric Mistress
- Electro-Harmonix
- Eminent 310 Unique
- EMS Synthi AKS
- EMS VCS 3
- Korg Mini Pops
- Korg Polyphonic Ensemble
- MacBook Pro
- Mellotron D4000
- Metasonix
- Micro Monsta
- Monark
- Moog Sub 37
- Nord Lead 1
- OB6
- Ochord
- Philicorda
- PO-12
- PO-24
- RBlocks
- Roland TR-808
- Spectrasonics Omnisphere
- Serum
- Spire
- Taurus 1
- Teenage Engineering OP-1